# عباس نوین‌روزگار
عکس= 
عباس نوین‌روزگار یک بازیکن فوتبال ایرانی است. نوین‌روزگار در ۱۳۲۹ در محله در سال ۱۳۲۹ در محله کوی‌کن تهران متولد شد و سابقه بازی در تیم‌های دسته سومی فردوسی و تیمهای گارد، راه‌آهن و تاج را دارد.

## دوران حرفه‌ای
نوین‌روزگار در ۱۳۵۱ به تیم تاج پیوست و تا ۱۳۵۶ در این تیم بازی کرد. وی سابقه قهرمانی جام باشگاه‌های تهران ۱۳۵۱ و جام تخت‌جمشید ۱۳۵۳ را با این تیم دارد.
نوین‌روزگار کلا ۱۱۰ بازی رسمی برای تاج انجام داد و در این بازیها پنج گل نیز در کارنامه‌اش دیده میشود.
نوین‌روزگار در تیم ملی جوانان ایران و در چهاردهمین دوره بازیهای جوانان اسیا به مقام سوم رسید.